# Condado de Mineral (Colorado)
O Condado de Mineral é um dos 64 condados do Estado americano do Colorado. A sede do condado é Creede, que é também a sua maior cidade. O condado possui uma área de 2273 km² (dos quais 5 km² estão cobertos por água), uma população de 831 habitantes, e uma densidade populacional de 0 hab/km² (segundo o censo nacional de 2000). O condado foi fundado em 1893.